# 卡倫·魯索
卡倫·威廉·魯索（1994年2月1日—）為美國男子籃球運動員，場上位置為前鋒。魯索離開布盧明頓傑佛遜高中以後，就讀了兩所預備學校，大學最初就讀南愛達荷學院，大二轉學到新墨西哥初級學院，2015年5月承諾就讀加州州立大學弗雷斯諾分校。2019年5月魯索與青森熱力的合約到期，8月加盟東南亞職業籃球聯賽寶島夢想家，9月觀護盃進行測試後未續留夢想家。2022年2月魯索加入烏倫代大學男籃。

## 外部連結
- 卡倫·魯索在fiba.basketball（英语）
- 卡倫·魯索在fiba3x3.com（英语）
- 卡倫·魯索在Basketball-Reference.com（NBA G聯盟）（英语）
- 卡倫·魯索在Sports-Reference.com（NCAA）（英语）
- 卡倫·魯索在Eurobasket.com（球員）（英语）
- 卡倫·魯索在RealGM（英语）
- 卡倫·魯索在Proballers（英语）
- 卡倫·魯索在Flashscore（英语）
- 卡倫·魯索在Flashscore（英语）